# Уразовський Сергій Степанович
Сергій Степанович Уразовський (* 8 жовтня 1903, Ровеньки, тепер Луганської області — 13 січня 1961, Харків) — фізико-хімік, член-кореспондент АН УРСР (з 1939 р.).

## Життєпис
У 1927 р. закінчив Харківський інститут народної освіти.
У 1930—1949 рр. працював у Харківському хіміко-технологічному інституті. З 1938 — професор, з 1938 по 1961 р. — завідувач кафедри Харківського політехнічного інституту, одночасно викладав у Харківському університеті.

## Наукова діяльність
Наукові праці стосуються фізичної хімії поверхневих явищ. Створив теорію молекулярного поліморфізму.
Був серед піонерів у дослідженнях взаємозв'язку явищ адсорбції з фізико-хімічними властивостями молекул і кристалічних тіл, на яких відбувається адсорбція. Серед технічних впроваджень цих досліджень — розробка радянських протигазів. Досліджував разом із професором І. Т. Полоцьким вплив ультразвуку на колоїдні системи. Разом з учнями З. М. Каневською, П. А. Чернявським, О. В. Вороновим, Л. А. Сисоєвим і іншими розробив ідею сиботаксичних груп у розчинах і розплавах.
Наукова школа Уразовського налічує 20 кандидатів наук.